# 최병호
최병호(崔丙浩, 1916년 6월 19일 ~ 1994년 2월 21일, 전라남도 무안)는 대한민국의 가수이다. 1940년 오케레코드 콩쿨대회 입상 하였고, 1941년 <아주까리 등불> 발표, 1994년 79세 사망했다. 그 밖에도 대표곡은 <황포돛대>, <십년이 하룻밤>, <사면초가>, <떠나갈 해항>, <월하의 선가>, <실없은 동백꽃>, <유정고향>, <호남의 사나이> 등이 있다.